# 153 (tal)
153 är det naturliga talet som följer 152 och som följs av 154.

## Inom matematiken
- 153 är ett udda tal.
- 153 är summan av talen 1 till 17 och därmed det sjuttonde triangeltalet
- 153 är ett sammansatt tal
- 153 är ett defekt tal
- 153 är ett hexagonalt tal
- 153 är summan av de fem första fakultettalen
- 153 är ett Friedmantal, eftersom 3 · 51 = 153
- 153 är ett harshadtal, eftersom 153/(1+5+3) = 17
- 153 är ett Armstrongtal
- 153 är ett pseudovampyrtal
- 153 och 154 utgör ett Ruth-Aaronpar

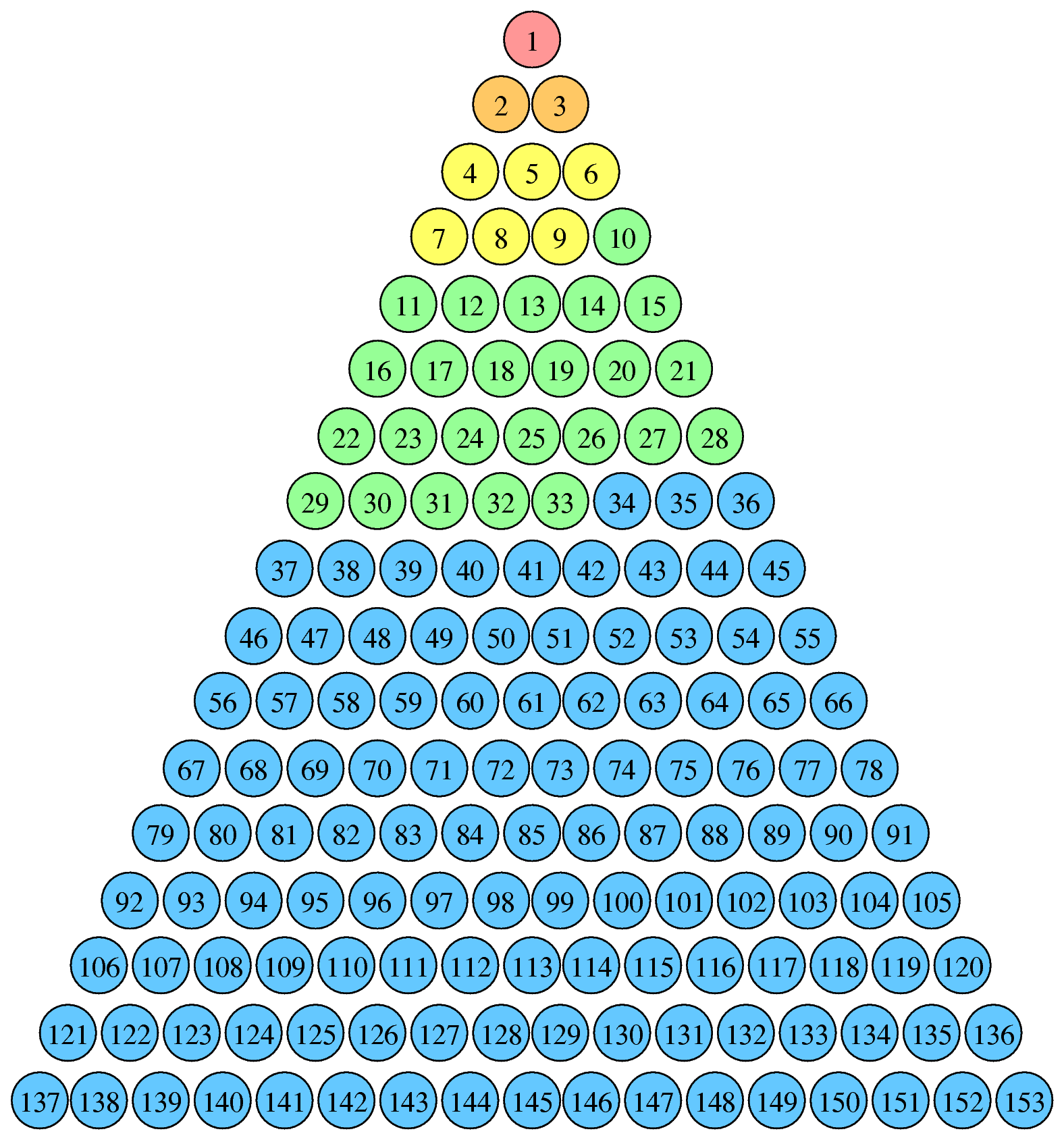
153 är det sjuttonde triangeltalet.
153 är det nionde hexagontalet. Bilden visar 153 punkter.

## Inom vetenskapen
- 153 Hilda, en asteroid